# 郭立中
郭 立中（かく りつちゅう、中国語: 郭 立中、英語: Stephen Li-Chung Kuo, スティーブン・リ＝チュン・クオ、1990年7月27日 - ）は、アメリカ合衆国出身の男性、台湾のフィギュアスケート選手（男子シングル）。2009年ネーベルホルン杯、2010年四大陸フィギュアスケート選手権チャイニーズタイペイ代表。

## 経歴
アメリカ合衆国ニュージャージー州生まれで、現在も在住している。
10歳でスケートを始め、2005-06年シーズンから全米フィギュアスケート選手権予選に出場した。
2008-09年シーズンの全米フィギュアスケート選手権予選に出場後、チャイニーズタイペイ所属として同シーズンの世界ジュニアフィギュアスケート選手権に出場。翌シーズンにはバンクーバーオリンピック最終予選となった2009年ネーベルホルン杯に、また四大陸フィギュアスケート選手権にも出場した。

## 表記
英語: Stephen Kuo（スティーブン・クオ）で書かれることもある。

## 主な戦績
| 大会/年             | 2008-09 | 2009-10 | 2010-11 |
| ------------------- | ------- | ------- | ------- |
| 世界選手権          |         | 37      | 19 PR   |
| 四大陸選手権        |         | 16      | 20      |
| ネーベルホルン杯    |         | 24      |         |
| 世界Jr.選手権       | 27      |         |         |
| JGPクロアチア杯     |         | 8       |         |
| JGPレークプラシッド |         | 11      |         |

### 詳細
| 2010-2011 シーズン   |                                                |          |          |          |           |
| 開催日               | 大会名                                         | 予選     | SP       | FS       | 結果      |
| 2011年4月24日-5月1日 | 2011年世界フィギュアスケート選手権（モスクワ） | 19 85.71 | -        | -        | -         |
| 2011年2月15日-20日   | 2011年四大陸フィギュアスケート選手権（台北市） | -        | 20 37.82 | 20 80.14 | 20 117.96 |

| 2009-2010 シーズン   |                                                            |          |          |           |
| 開催日               | 大会名                                                     | SP       | FS       | 結果      |
| 2010年3月24日 - 25日 | 2010年世界フィギュアスケート選手権（トリノ）               | 37 44.15 | -        | 37        |
| 2010年1月28日 - 30日 | 2010年四大陸フィギュアスケート選手権（全州市）             | 14 53.80 | 16 95.16 | 16 148.96 |
| 2009年10月8日 - 9日  | ISUジュニアグランプリ クロアチア杯（ザグレブ）             | 11 49.47 | 8 97.74  | 8 147.21  |
| 2009年9月24日 - 25日 | 2009年ネーベルホルン杯（オーベルストドルフ）               | 27 43.00 | 20 94.01 | 24 137.01 |
| 2009年9月3日 - 4日   | ISUジュニアグランプリ レークプラシッド（レークプラシッド） | 14 41.04 | 10 85.47 | 11 126.51 |

| 2008-2009 シーズン   |                                                        |          |    |      |
| 開催日               | 大会名                                                 | SP       | FS | 結果 |
| 2009年2月25日 - 26日 | 2009年世界ジュニアフィギュアスケート選手権（ソフィア） | 26 43.14 | -  | 27   |